# Unione Sportiva "Sempre Avanti" Piombino 1931-1932
Questa voce raccoglie le informazioni riguardanti l'Unione Sportiva "Sempre Avanti" Piombino nelle competizioni ufficiali della stagione 1931-1932.

## Divise
| Casa |

## Rosa
| N. |                   | Ruolo | Calciatore         |
| -- | ----------------- | ----- | ------------------ |
|    | Italia (bandiera) | A     | Renato Badiani     |
|    | Italia (bandiera) | C     | Dino Benti         |
|    | Italia (bandiera) | D     | Gino Bianchi       |
|    | Italia (bandiera) | C     | Bruno Chiavacci    |
|    | Italia (bandiera) | D     | Faraoni            |
|    | Italia (bandiera) | A     | Siro Iaconi        |
|    | Italia (bandiera) | C     | Rolando Marianelli |

| N. |                   | Ruolo | Calciatore       |
| -- | ----------------- | ----- | ---------------- |
|    | Italia (bandiera) | D     | Marini           |
|    | Italia (bandiera) | C     | Francesco Masini |
|    | Italia (bandiera) | C     | Dino Nassi       |
|    | Italia (bandiera) | A     | Nazzini          |
|    | Italia (bandiera) | P     | Pasquinelli      |
|    | Italia (bandiera) | C     | Dante Pepi       |
|    | Italia (bandiera) | C     | Turchini         |

## Risultati

### Prima Divisione

#### Girone di andata
| Piombino 4 ottobre 1931 1ª giornata | Sempre Avanti | 4 – 1 | Grosseto | Campo Giuseppe Salvestrini |

| Arbitro: | Vaccaro (Roma) |

|                        |           |  |
| Lanza 22’ Pagliari 63’ | Marcatori |  |

| Piombino 18 ottobre 1931 3ª giornata | Sempre Avanti | 2 – 1 | Anconitana | Campo Giuseppe Salvestrini |

| 25 ottobre 1931 4ª giornata |  | – Riposo |  |  |

| Terni 1º novembre 1931 5ª giornata | Terni | 2 – 0 | Sempre Avanti | Stadio viale Brin |

| Piombino 8 novembre 1931 6ª giornata | Sempre Avanti | 1 – 2 | Ascoli | Campo Giuseppe Salvestrini |

| Napoli 15 novembre 1931 7ª giornata | Littorio Vomero | 1 – 0 | Sempre Avanti | Stadio XXVIII Ottobre |

| Piombino 29 novembre 1931 8ª giornata                                           | Sempre Avanti | 2 – 1 (2 – 0) referto | Robur | Campo Giuseppe Salvestrini |
| \| \| \| \| \| Badiani 5’ (rig.) Turchini 43’ \| Marcatori \| 69’ Ceccherini \| |               |                       |       |                            |
|                                                                                 |               |                       |       |                            |
| Badiani 5’ (rig.) Turchini 43’                                                  | Marcatori     | 69’ Ceccherini        |       |                            |

| Ancona 6 dicembre 1931 9ª giornata | Emilio Bianchi | 1 – 1 | Sempre Avanti |  |

| Piombino 20 dicembre 1931 10ª giornata | Sempre Avanti | 2 – 1 | Perugia | Campo Giuseppe Salvestrini |

| Sassari 27 dicembre 1931 11ª giornata | Torres | 3 – 2 | Sempre Avanti | Stadio Torres |

| Arbitro: | Monti (Senigallia) |

|                                                               |           |  |
| Montanari 33’, 64’, 68’ Marchionneschi 45+1’ (rig.), 48’, 74’ | Marcatori |  |

| Piombino 10 gennaio 1932 13ª giornata | Sempre Avanti | 4 – 1 | Arezzo | Campo Giuseppe Salvestrini |

| 17 gennaio 1932 14ª giornata | Macerata | – (n.d.) | Sempre Avanti |  |

| Piombino 24 gennaio 1932 15ª giornata | Sempre Avanti  | 4 – 2 | Gladiator | Campo Giuseppe Salvestrini\| Arbitro: \| Cinti (Napoli) \| |
| Arbitro:                              | Cinti (Napoli) |       |           |                                                            |

#### Girone di ritorno
| Grosseto 31 gennaio 1932 16ª giornata | Grosseto | 3 – 1 | Sempre Avanti | Campo del Littorio |

| Piombino 7 febbraio 1932 17ª giornata | Sempre Avanti | 2 – 2 | Foligno | Campo Giuseppe Salvestrini |

| Perugia 21 febbraio 1932 18ª giornata | Anconitana         | 3 – 0 referto | Sempre Avanti | Campo di Piazza d'Armi\| Arbitro: \| Balestrazzi (Bari) \| |
| Arbitro:                              | Balestrazzi (Bari) |               |               |                                                            |

| 28 febbraio 1932 19ª giornata |  | – Riposo |  |  |

| Piombino 6 marzo 1932 20ª giornata | Sempre Avanti | 4 – 3 | Terni | Campo Giuseppe Salvestrini |

| Ascoli 13 marzo 1932 21ª giornata | Ascoli | 0 – 2 (a tav.) | Sempre Avanti | Stadio Comunale dei Giardini |

| Piombino 27 marzo 1932 22ª giornata | Sempre Avanti | 2 – 0 | Littorio Vomero | Campo Giuseppe Salvestrini |

| Siena 3 aprile 1932 23ª giornata | Robur | 2 – 0 | Sempre Avanti | Stadio di Piazza d'Armi |

| Piombino 17 aprile 1932 24ª giornata | Sempre Avanti | 4 – 2 | Emilio Bianchi | Campo Giuseppe Salvestrini |

| Perugia 24 aprile 1932 25ª giornata | Perugia | 3 – 0 | Sempre Avanti | Campo di Piazza d'Armi |

| Piombino 1º maggio 1932 26ª giornata | Sempre Avanti | 1 – 1 | Torres | Campo Giuseppe Salvestrini |

| Piombino 5 maggio 1932 27ª giornata | Sempre Avanti | 1 – 1 | Foggia | Campo Giuseppe Salvestrini |

| Arezzo 8 maggio 1932 28ª giornata | Arezzo | 1 – 0 | Sempre Avanti | Stadio Comunale |

| 15 maggio 1932 29ª giornata | Sempre Avanti | – (n.d.) | Macerata |  |

| Santa Maria Capua Vetere 22 maggio 1932 30ª giornata | Gladiator | 0 – 2 (a tav.) | Sempre Avanti | Stadio Mario Piccirillo |